# 珍珠傳奇
《珍珠傳奇》是1987年中國電視公司八點檔連續劇，製作人曾斐莉、馬挺，編劇趙玉崗、章君穀，戲劇指導（導演）李岳峰，演員姜厚任、施思、寇世勳、胡錦、陳玉玫、樊日行、高振鵬、郎雄、金滔等。

## 簡介
本劇改編自唐朝安史之亂時期「沈珍珠」睿真皇太后的故事，但由於睿真皇太后所留下的史料並不多，本劇大部分內容均係虛構。這部電視劇在台灣收視率並不高，但之後在中國大陸播出時取得不小反響。
本劇是中視內製戲劇，接檔《一代歌后》。1987年4月13日，本劇決定主要演員，由寇世勳與姜厚任搭配施思共演；為了全力對付中華電視台下一檔八點檔連續劇《庭院深深》，中視管理組已經與其他時段戲劇節目製作單位溝通，要求各製作單位暫時勿邀寇世勳、姜厚任與施思演出，解決本劇的選角工作。
1987年4月20日，本劇定裝，是中視繼《一代女皇》與《一代公主》後再度以唐朝為背景的八點檔連續劇，並被賦予迎戰《庭院深深》後半段劇情的任務；中視節目部已經指示各單位全力配合本劇拍攝工作，本劇在預算寬裕情況下將採取內景外景各半的拍攝方式，以「唐朝唯美風格」迎戰「現代瓊瑤式美感」。
1987年6月，中視決定，本劇將提前5集結束，僅播出35集。據電視圈人士分析，本劇收視率低迷，前因是《一代歌后》後段的收視率出乎意料地滑入谷底，加上本劇上檔日正是《庭院深深》播出高潮戲而未能從華視拉來觀眾。中視曾向行政院新聞局廣播電視事業處申請是否可在第二天重播本劇第一集，但因不符規定而未獲廣電處同意。
1989年春季，福建電視台六點檔連續劇時段《黃金十八點》播出本劇。
2020年11月，YouTube「中視經典戲劇」發布本劇中視官方完整版，保留首播時字幕。

## 歌曲
片頭曲兼片尾曲：〈珍珠傳奇〉
作詞：連水森；作曲：古月（左宏元）；主唱：嘟嘟；錄製：歌林唱片
片頭曲兼片尾曲：〈人面桃花〉
作詞：連水森；作曲：古月（左宏元）；主唱：嘟嘟；錄製：歌林唱片